# Schaukel-Maler

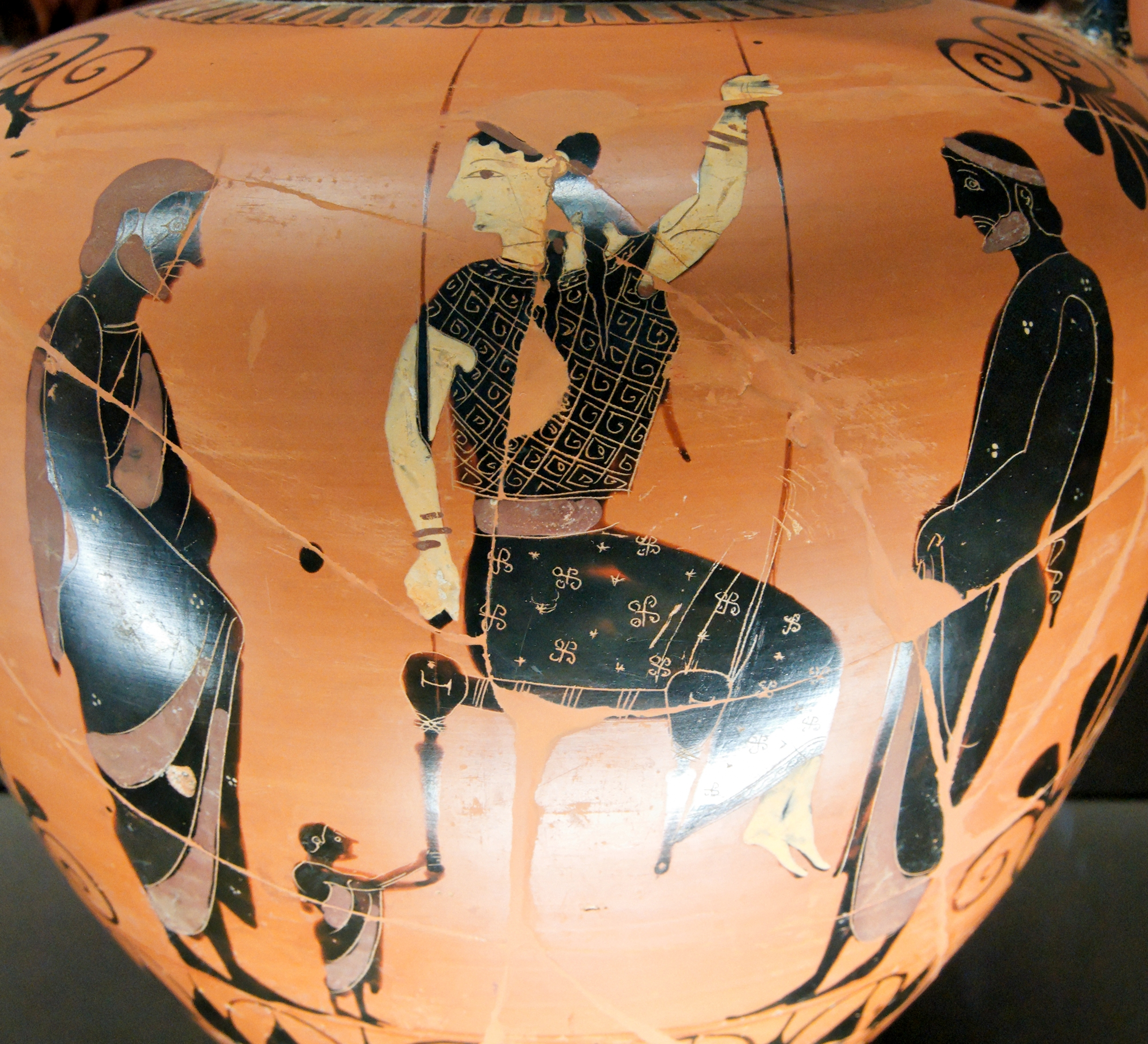
Namenvase, Halsamphora, um 525 v. Chr., Louvre (CA 4716)

Der Schaukel-Maler (englisch: Swing Painter) war ein mit einem Notnamen bezeichneter attischer Vasenmaler des schwarzfigurigen Stils des dritten Viertels des 6. Jahrhunderts v. Chr.

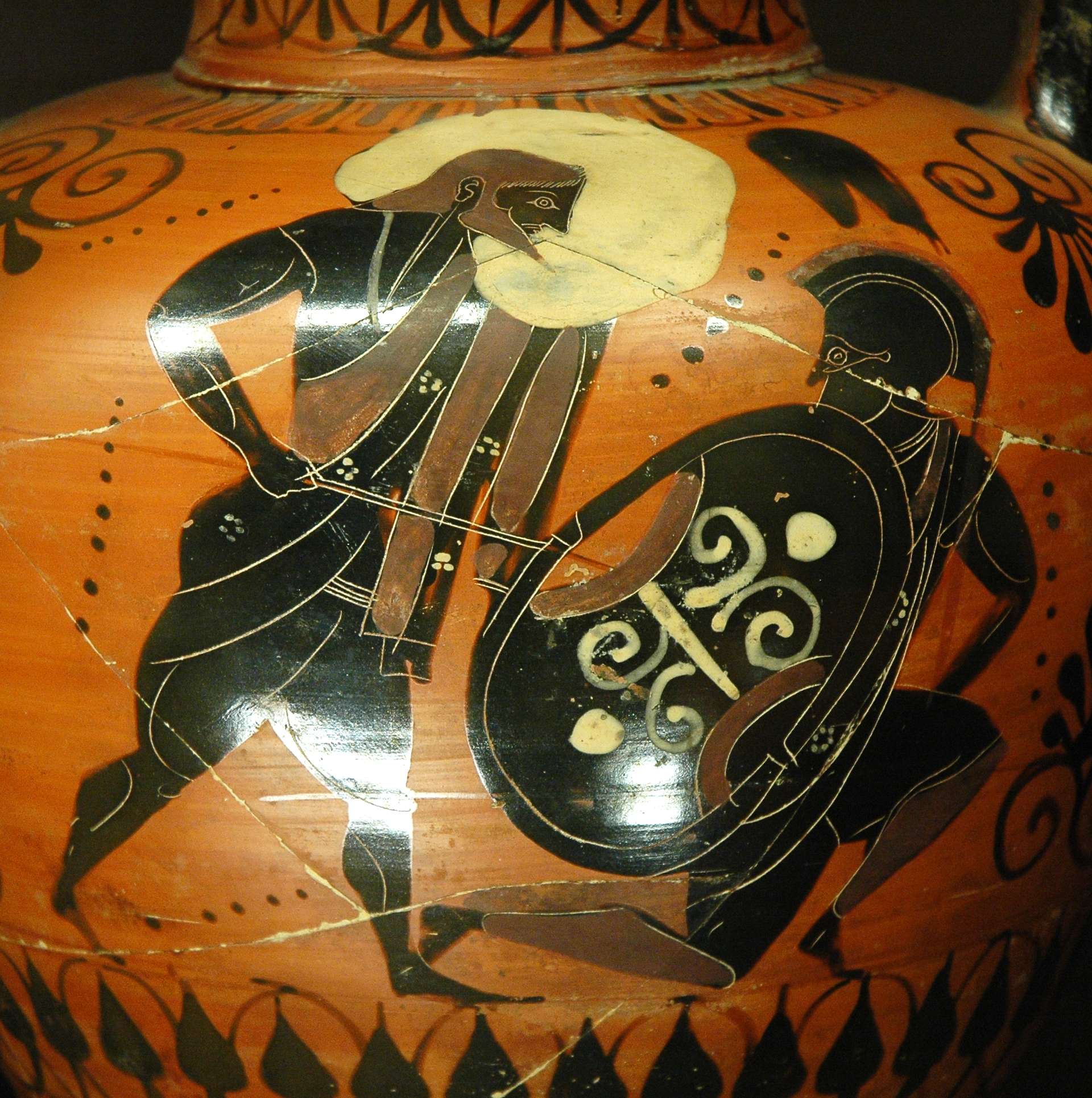
Poseidon kämpft gegen den Giganten Polybotes, Halsamphora, um 540/30 v. Chr., Louvre (F 226)

Der Schaukel-Maler war etwa zur selben Zeit wie die Gruppe E aktiv. Von ihm sind ungewöhnlich viele Vasen bekannt, was unter anderem daran liegt, dass sein Stil im Vergleich mit anderen Vasenmalern recht einfach zu erkennen ist. Seine Arbeiten werden etwa in die Zeit zwischen 540 und 520 v. Chr. gesetzt. Er gilt als kein herausragender Künstler, der jedoch häufig unfreiwillig komische Szenen schuf. Vor allem die übergroßen Köpfe seiner meist recht friedlich anmutenden Gestalten mit ihren oft geballten Fäusten und auffällig herausgearbeiteten Nasen entbehren aus moderner Sicht nicht einer gewissen Komik. Sein Stil ist ungenau und wirkt laut John Boardman sorglos. Doch setzt er Farben sehr einfallsreich für Gewandmuster ein.
Der Künstler schöpfte aus einem breiten Repertoire mythologischer Themen, darunter auch selten gezeigten Szenen. Seine Darstellung des Herakles und des Busiris ist in der von ihm gezeigten Form einmalig. Außerdem stellte er Szenen aus der Alltagswelt wie Männer auf Stelzen und Haushaltsszenen dar, zu denen auch die Darstellung einer Schaukelszene gehörte, die dem Künstler seinen Notnamen gab. Er verzierte ebenfalls Panathenäische Preisamphoren.